# Маруморі
Марумо́рі (яп. 丸森町, まるもりまち, МФА: [maɾumoɾʲi mat͡ɕi̥]) — містечко в Японії, у повіті Іґу префектури Міяґі.

## Географія

Містечко розташоване у повіті Іґу, на півдні префектури Міяґі, регіон Тохоку, на острові Хонсю.
Через Маруморі проходить річка Абукума.
З містечком межують міста Сіроїсі, Какуда, Сома, Дате, Ямамото та Сінті.
На півдні Маруморі межує з префектурою Фукусіма.
Загальна площа містечка — 273,34 км².

## Клімат
Клімат у місті вологий субтропічний, зі спекотним вологим літом та прохолодною зимою. Середня річна температура — 12.6 °C. Найтепліший місяць року — серпень, з середньою температурою +25.0 °C. Найпрохолодніший місяць — січень, з середньою температурою 1.6 °C. У рік випадає близько 1258 мм опадів.
| Кліматограма Маруморі                                                                           | Кліматограма Маруморі | Кліматограма Маруморі | Кліматограма Маруморі | Кліматограма Маруморі | Кліматограма Маруморі | Кліматограма Маруморі | Кліматограма Маруморі | Кліматограма Маруморі | Кліматограма Маруморі | Кліматограма Маруморі | Кліматограма Маруморі |
| ----------------------------------------------------------------------------------------------- | --------------------- | --------------------- | --------------------- | --------------------- | --------------------- | --------------------- | --------------------- | --------------------- | --------------------- | --------------------- | --------------------- |
| С                                                                                               | Л                     | Б                     | К                     | Т                     | Ч                     | Л                     | С                     | В                     | Ж                     | Л                     | Г                     |
| 44 6 2                                                                                          | 50 6 2                | 68 10 5               | 89 16 11              | 97 21 16              | 149 23 19             | 160 27 23             | 160 29 25             | 180 25 21             | 137 19 15             | 66 14 9               | 58 8 4                |
| Середня макс. і мін. температури повітря (°C) Атмосферні опади (мм), за рік : 1258 мм. Джерело: |                       |                       |                       |                       |                       |                       |                       |                       |                       |                       |                       |

## Економіка
У Маруморі економіка базується на сільському та лісовому господарстві.

## Міста-побратими
- Гемет (Каліфорнія, США)[8]
- Кітамі (Хоккайдо, Японія)